# Global Underwater Explorers
Global Underwater Explorers (acroniem GUE) is een duiktrainingorganisatie welke training aan zowel recreatieve, technische en grotduikers geeft.
Het is een non-profitorganisatie met een hoofdkantoor in High Springs in de Amerikaanse staat Florida.
GUE is opgericht door een aantal mensen betrokken bij de Woodville Karst Plain Project (WKPP).
In het begin opereerde GUE vanuit dezelfde locatie als de Extreme Exposure duikwinkel. De winkel is verplaatst waardoor er meer ruimte ontstond voor het groeien van de organisatie.
Jarrod Jablonski, voorzitter van GUE, heeft de ideeën van de "Hogarthian" duikuitrusting configuratie en het "Doing It Right" (acroniem DIR) duiksysteem aan een groot publiek uitgedragen.
De filosofie van de gestandaardiseerde aanpak van de configuratie van de duikuitrusting en de duikprocedures ontwikkeld door de WKPP, heeft geresulteerd in een vermindering van duikincidenten in grotten sinds 1995. Samen met een focus op de bescherming van het onderwaterleven, is dit de basis van het trainingsprogramma van GUE, wat een verschil is ten opzichte van andere duikorganisaties.
De introductiecursus, GUE Fundamentals, geeft een gecertificeerde duiker de mogelijkheid de basisvaardigheden van GUE en DIR te leren. Verder worden er recreatieve, technische, grotduik- en instructeurstrainingen aangeboden.
In 1998 hebben leden van GUE en Woodville Karst Plain Project een wereldrecord grotduikpenetratie op 5,6 km gebroken in Wakulla Springs, gevolgd door nieuwe records in 2001 en 2006.

## Missie
Global Underwater Explorers is ontstaan door een gemeenschappelijke wens om veilig de onderwaterwereld te onderzoeken, te beschermen en de kwaliteit van educatie en onderzoek naar alles dat met water te maken heeft. In lijn met de originele visie van de oprichters, heeft GUE als doel om:
- Ontwikkelen van veilige, geschoolde en deskundige duikers
- Uitvoeren en promoten van onderwateronderzoek
- Nastreven van onderwaterexploratie op de wereld
- Veiligstellen van de integriteit van de onderwaterwereld
- Leveren van een uitgebreide bron van kennis over al het onderwaterleven aan het publiek

## Raad van bestuur
De raad van bestuur bestaat uit grotduikinstructeur Jarrod Jablonski, Casey McKinlay, grotduikinstructeur David Rhea, ondernemer Robert Carmichael en onderzoeker Todd Kincaid.

## Cursussen
In 2014 bood GUE 19 duikopleidingen aan, onderverdeeld in drie categorieën:
- Recreatief:
  - Inleiding
  - Recreatieveduiker niveau 1 - Nitrox duiker
  - Dubbelset cursus
  - Droogpak cursus
  - Fundamentals
  - Recreatieveduiker niveau 2 - Triox duiker
  - Recreatieveduiker niveau 3 - Trimix duiker
  - Documentatie duiker
  - Onderwaterscooter niveau 1
  - Recreatief duikinstructeur
- Technisch duiken:
  - Tech 1
  - Tech 2
  - Tech 3
  - Rebreather
  - Technisch duikinstructeur
- Grotduiken:
  - Grot 1
  - Grot 2
  - Grot 3
  - Onderwaterscooter niveau 2
  - Grotduikinstructeur

## Publicaties
GUE heeft een aantal boeken en films gepubliceerd gerelateerd aan hun ideeën over duiken. Deze zijn via hun website, andere online verkopers en boekwinkels te verkrijgen.

- (en) Jablonski, J (2001). Doing it Right: The Fundamentals of Better Diving. Global Underwater Explorers. ISBN 0971326703.
- (en) Jablonski, J (2003). Beyond the Daylight Zone: The Fundamentals of Cave Diving. Global Underwater Explorers.
- (en) Jablonski, J (2003). Getting Clear on the Basics: The Fundamentals of Technical Diving. Global Underwater Explorers.
- (en) DIR 2004. Global Underwater Explorers. Gearchiveerd op 28 januari 2016.
- (en) Pantelleria 2005. Global Underwater Explorers. Gearchiveerd op 28 januari 2016.
- (en) The Mysterious Malady: Toward an understanding of decompression injuries. Global Underwater Explorers. Gearchiveerd op 28 januari 2016.
- (en) The Woodville Karst Plain Project: Chip's Hole Exploration 1996-2005. Global Underwater Explorers. Gearchiveerd op 28 januari 2016.